# Luise Adolpha Le Beau
Luise Adolpha Le Beau (Rastatt, 25 de abril de 1850 - Baden Baden, 17 de julio de 1927) pianista, compositora y crítica alemana.

## Biografía
Nació el 25 de abril de 1850 en Rastatt en el ducado de Baden. Su padre, un general en la armada de Baden, cantante y director amateur, fue trasladado a las cercanías de Karlsruhe justo después de su nacimiento, siendo este el lugar donde Luise creciera. Su interés por la música se manifestó a temprana edad, ella misma afirma que podía cantar melodías antes de comenzar a hablar e incluye entre sus memorias de la infancia sus experimentos con el piano.
A los 8 años ya había compuesto su primera pieza. Sus padres respondieron a su interés permitiéndole estudiar canto, piano y composición con músicos locales. A los 18 años de edad hizo su debut con la Baden Court Orchestra tocando el concierto de piano de Mendelssohn en sol menor. Después realizaría un tour por Basilea, Heidelberg y Augsburg en el que interpretaría el concierto para piano de Mozart en Re mayor con cadencias compuestas por ella misma.

### Carrera
Le Beau disfrutó de una larga y notable carrera como pianista, crítica musical y compositora prolífica. Cuenta con más de 60 obras (35 de ellas publicadas) e incluyen diversas fuentes musicales. A pesar de vivir principalmente en ciudades alemanas (Karlsruhe, Múnich, Wiesbaden, Berlín y Baden-Baden) su influencia se extendió a otros lugares como Vienna, Salzburgo, Leipzig y otras ciudades centro-europeas así como a otros sitios más lejanos como Calcuta o Australia.
Sus composiciones fueron solicitadas por la Exposición Mundial de Columbia de 1893, siendo galardonada una de ellas con el primer premio en una competición internacional de chelo.
Su exitosa carrera le puso en contacto con varias de las grandes figuras musicales de finales del siglo XIX incluyendo a Johannes Brahms, Franz Liszt, Eduard Hanslick y Hermann Levi. A través del ejemplo de Le Beau muchos críticos vieron por primera vez a la mujer como compositora en potencia.
Sus asociaciones con los principales compositores y críticos alemanes están gracias a su autobiografía, casi dos colecciones completas de sus obras y una colección de más de 300 revisiones de sus composiciones. A pesar de que fue una pianista y crítica en activo, ella se definía principalmente como compositora. En su autobiografía «Lebenserinnerungen einer Komponistin» se tratan diferentes temas referentes al desarrollo de su carrera, como el apoyo de sus padres y los obstáculos a los que tuvo que enfrentarse por cuestiones de género.

#### Etapa en Múnich
Tras el retiro de su padre y después de volver de un tour por Holanda, la familia de Le Beau se muda a Múnich para facilitar sus estudios. Tras comprobar sus habilidades compositivas, Josef Rheinberger la acepta como alumna (no aceptaba mujeres). Tras destacar tanto como compositora como pianista, Le Beau crea un «Curso Privado de Piano y Teoría para Hijas de Gente Culta». Este programa era bastante riguroso e incluso las más jóvenes alumnas debían estudiar dos horas al día.
Los 11 años que Le Beau pasó en Múnich fueron probablemente en los que su reconocimiento como compositora fue mayor. Aquí produce algunas de sus mejores obras entre las que destacamos varios lieder, corales, una suite para viola, dos composiciones para chelo, un trio y un cuarteto de piano, una fantasía para piano con orquesta y una cantata.

#### Etapa en Berlín
La familia de Le Beau se establece en Berlín entre los años 1890 y 1893. A pesar de estar en esta etapa menos activa en la escena musical, Le Beau mantenía cierta reputación. Su biografía aparecía en la Neue Berliner Musikzeitung y en la Brockhaus Konversations-Lexikon la mayor firma enciclopédica de la época. La Berliner Neueste Nachrichten la describen como «posiblemente la mujer compositora más talentosa de su tiempo y en cualquier caso, la única aceptada por sus colegas masculinos».
Esta etapa fue bastante dura para Le Beau. A los rechazos sufridos por las diferentes óperas alemanas para tocar sus obras, debido a las altas exigencias orquestales y a la falta de un abogado, hay que sumarle la imposibilidad de acceder a una posición académica como compositora o profesora dentro del sistema escolar prusiano, que incluía los conservatorios de música.

#### Etapa en Baden-Baden
El 30 de septiembre de 1893 la familia Le Beau se muda a Baden-Baden. Aquí su obra «Hadumoth» fue finalmente estrenada utilizando recursos locales. Le Beau participa activamente en conciertos de cámara y forma su propio círculo. Sus obras «Ruth» «Hadumoth» y su poema sinfónico «Hohenbaden» son interpretadas una y otra vez.
En 1896 la muerte de sus padres, que fueron su principal apoyo durante toda su vida, le dejó devastada y aunque intentó seguir con su actividad como crítica, intérprete y compositora, tras una mala crítica hacia una cantante popular, decidió dedicarse únicamente a escribir para el periódico.